# Pridi, dala ti bom cvet
Pridi, dala ti bom cvet (у српском преводу Дођи, поклонићу ти цвет) песма је коју је 1970. на Евросонгу у Амстердаму извела југословенске и словеначка певачица Ева Сршен.
Музику је компоновао словеначки композитор Мојмир Сепе, док је текст написао Душан Велкаверх. Песма је првобитно учествовала и победила на југословенском националном финалу које је одржано 14. фебруара 1970. у конкуренцији укупно 14 композиција. Био је то трећи пут да је Југославију на том музичком такмичењу представљала песма отпевана на словеначком језику.
У финалу Песме Евровизије 1970, које је одржано 21. марта, Ева је наступила четврта по реду, а такмичење је окончала на претпоследњем 11. месту, што је уједно био и други најлошији пласман Југославије на Песми Евровизије у дотадашњој историји. Југословенској песми су додељена само 4 бода од британског жирија.